# Večer (časopis)
Večer je slovenski splošnoinformativni dnevni časopis, ki ga izdaja podjetje Večer Mediji d.o.o. s sedežem v Mariboru. Poleg splošnih novic pokriva predvsem območje Štajerske in je eden najbolj branih slovenskih časopisov. Konec leta 2017 je naklada znašala 22.933 izvodov., v maju 2021 17.700 izvodov, novembra 2022 pa 15.349 izvodov.

## Zgodovina
Predhodnik Večera je bil nenaslovljeni časnik, ki je priložnostno izšel ob osvoboditvi Maribora 9. maja 1945 in mu je sledil kratkoživeči dnevnik Novi čas, izdajan med 11. in 18. majem 1945, temu pa 24. maja 1945 Vestnik. Ta je bil leta 1952 preimenovan v Večer. Največjo naklado, približno 60.000 izvodov, je časopis dosegal v 1980. letih.
V začetku 2000. let so imele v Večeru lastniški delež razne investicijske družbe, leta 2005 pa je v lastniško strukturo vstopil izdajatelj časopisa Delo, sicer v stoodstotni lasti Pivovarne Laško, ki je nekaj let kasneje postal večinski lastnik. Zaradi tega je stekel postopek pri Uradu za varstvo konkurence, ki je leta 2009 naložil družbi Delo odprodajo njenega skoraj 80-odstotnega deleža v Večeru. Po več neuspelih poskusih prodaje je časopis leta 2014 za 1 milijon evrov kupnine prevzelo podjetje Dober Večer v lasti Uroša Hakla in Saša Todorovića, ki se je leta 2015 preoblikovalo v družbo z omejeno odgovornostjo in preimenovalo v sedanje ime. Prevzem je bil financiran prek kredita in novi lastniki so kmalu po prevzemu odprodali del nepremičnin v lasti časopisnega podjetja in s prihodki odplačevali dolg. Časopis Večer je s časopisom Dnevnik avgusta leta 2018 na Agencijo za varstvo konkurence vložil prošnjo za združitev. Združitev so obrazložili na podlagi zahtev razmer trga. V primeru združitve bi novonastalo medijsko podjetje obvladovalo 40 % trga tiskanih medijev. Časopisa sta julija 2019 dobila dovoljenje za združitev. Postopek združevanja je bil voden netransparentno. Projekt združevanja naj bi do začetka leta 2020 zamrl zaradi nestrinjanj o cenitvi posameznih družb, ki bi služile kot podlaga za določitev lastniškega razmerja v skupni družbi.